# NHL 1937./38.
NHL-sezona 1937./38. je bila dvadesetprva sezona NHL-a. 8 momčadi, podijeljeni na dvije skupine, odigrali su 48 utakmica. Pobjednik Stanleyjeva kupa je bila momčad Chicago Blackhawksa, koja je u finalnoj seriji pobijedila Toronto Maple Leafse s 3:1.
Kao pravi navijač je Alfie Moore, igrač mlađeg naraštaja Chicaga, pratio svoju momčad na prvu finalnu utakmicu u Torontu na svoj trošak. Kod zaigravanja se prvi vratar, Mike Karakas, povrijedio i nije mogao igrati. Moore je umjesto njega odigrao utakmicu i Hawks izu pobijedili s 3:1. U sljedećoj utakmici NHL ne dozvoljava Moore igrati, jer nema još profesionalni ugovor.    
Prije prve finalne utakmice potukli su se igrač Toronta Baldy Cotton i trener Chicaga Bill Stewart. 
Nels Stewart je prvi igrač, koji je uspio dati 300 golova u svojoj karijeri.

## Regularna sezona

### Ljestvice
Kratice: P = Pobjede, Po. = Porazi, N = Neriješeno, G= Golovi, PG = Primljeni Golovi, B = Bodovi
| Kanadska divizija   | P  | Po. | N  | G   | PG  | B  |
| ------------------- | -- | --- | -- | --- | --- | -- |
| Toronto Maple Leafs | 24 | 15  | 9  | 151 | 127 | 57 |
| New York Americans  | 19 | 18  | 11 | 110 | 111 | 49 |
| Montreal Canadiens  | 18 | 17  | 13 | 123 | 128 | 49 |
| Montreal Maroons    | 12 | 30  | 6  | 101 | 149 | 30 |

| Američka divizija  | P  | Po. | N  | G   | PG  | B  |
| ------------------ | -- | --- | -- | --- | --- | -- |
| Boston Bruins      | 30 | 11  | 7  | 142 | 89  | 67 |
| New York Rangers   | 27 | 15  | 6  | 149 | 96  | 60 |
| Chicago Blackhawks | 14 | 25  | 9  | 97  | 139 | 37 |
| Detroit Red Wings  | 12 | 25  | 11 | 99  | 133 | 35 |

### Najbolji strijelci
Kratice: Ut. = Utakmice, G = Golovi, A = Asistencije, B = Bodovi
| Igrač            | Momčad       | Ut. | G  | A  | B  |
| ---------------- | ------------ | --- | -- | -- | -- |
| Gordie Drillon   | Toronto      | 48  | 26 | 26 | 52 |
| Syl Apps         | Toronto      | 47  | 21 | 29 | 50 |
| Paul Thompson    | Chicago      | 48  | 22 | 22 | 44 |
| Georges Mantha   | Montreal     | 47  | 23 | 19 | 42 |
| Cecil Dillon     | NY Rangers   | 48  | 21 | 18 | 39 |
| Bill Cowley      | Boston       | 48  | 17 | 22 | 39 |
| Sweeney Schriner | NY Americans | 49  | 21 | 17 | 38 |
| Bill Thoms       | Toronto      | 48  | 14 | 24 | 38 |
| Clint Smith      | NY Rangers   | 48  | 14 | 23 | 37 |
| Nels Stewart     | NY Americans | 48  | 19 | 17 | 36 |

## Doigravanje za Stanleyjev kup
Sve utakmice odigrane su 1938. godine.

### Prvi krug
| Toronto Maple Leafs vs. Boston Bruins                                       | Toronto Maple Leafs vs. Boston Bruins | Toronto Maple Leafs vs. Boston Bruins | Toronto Maple Leafs vs. Boston Bruins | Toronto Maple Leafs vs. Boston Bruins | Toronto Maple Leafs vs. Boston Bruins | Toronto Maple Leafs vs. Boston Bruins |
| Datum                                                                       | Gostujuća momčad                      | Gostujuća momčad                      | Domaćin                               | Domaćin                               | Bilješke                              |                                       |
| --------------------------------------------------------------------------- | ------------------------------------- | ------------------------------------- | ------------------------------------- | ------------------------------------- | ------------------------------------- | ------------------------------------- |
| 24. ožujka                                                                  | Boston                                | 0                                     | 1                                     | Toronto                               | 2OT°                                  |                                       |
| 26. ožujka                                                                  | Boston                                | 1                                     | 2                                     | Toronto                               |                                       |                                       |
| 29. ožujka                                                                  | Toronto                               | 3                                     | 2                                     | Boston                                | OT°                                   |                                       |
| Toronto pobjeđuje seriju s 3:0 i kvalificira se za finale Stanleyevog Cupa. |                                       |                                       |                                       |                                       |                                       |                                       |

| New York Rangers vs. New York Americans                                | New York Rangers vs. New York Americans | New York Rangers vs. New York Americans | New York Rangers vs. New York Americans | New York Rangers vs. New York Americans | New York Rangers vs. New York Americans | New York Rangers vs. New York Americans |
| Datum                                                                  | Gostujuća momčad                        | Gostujuća momčad                        | Domaćin                                 | Domaćin                                 | Bilješke                                |                                         |
| ---------------------------------------------------------------------- | --------------------------------------- | --------------------------------------- | --------------------------------------- | --------------------------------------- | --------------------------------------- | --------------------------------------- |
| 22. ožujka                                                             | NY Americans                            | 2                                       | 1                                       | NY Rangers                              | 2OT°                                    |                                         |
| 24. ožujka                                                             | NY Rangers                              | 4                                       | 3                                       | NY Americans                            |                                         |                                         |
| 27. ožujka                                                             | NY Americans                            | 3                                       | 2                                       | NY Rangers                              | 4OT°                                    |                                         |
| NY Americansi pobjeđuje seriju s 2:1 i kvalificiraju se za drugi krug. |                                         |                                         |                                         |                                         |                                         |                                         |

| Montreal Canadiens vs. Chicago Blackhawks                        | Montreal Canadiens vs. Chicago Blackhawks | Montreal Canadiens vs. Chicago Blackhawks | Montreal Canadiens vs. Chicago Blackhawks | Montreal Canadiens vs. Chicago Blackhawks | Montreal Canadiens vs. Chicago Blackhawks | Montreal Canadiens vs. Chicago Blackhawks |
| Datum                                                            | Gostujuća momčad                          | Gostujuća momčad                          | Domaćin                                   | Domaćin                                   | Bilješke                                  |                                           |
| ---------------------------------------------------------------- | ----------------------------------------- | ----------------------------------------- | ----------------------------------------- | ----------------------------------------- | ----------------------------------------- | ----------------------------------------- |
| 22. ožujka                                                       | Chicago                                   | 4                                         | 6                                         | Mtl. Canadiens                            |                                           |                                           |
| 24. ožujka                                                       | Mtl. Canadiens                            | 0                                         | 4                                         | Chicago                                   |                                           |                                           |
| 26. ožujka                                                       | Chicago                                   | 3                                         | 2                                         | Mtl. Canadiens                            | OT°                                       |                                           |
| Chicago pobjeđuje seriju s 2:1 i kvalificiraju se za drugi krug. |                                           |                                           |                                           |                                           |                                           |                                           |

### Drugi krug
| New York Americans vs. Chicago Blackhawks                                   | New York Americans vs. Chicago Blackhawks | New York Americans vs. Chicago Blackhawks | New York Americans vs. Chicago Blackhawks | New York Americans vs. Chicago Blackhawks | New York Americans vs. Chicago Blackhawks | New York Americans vs. Chicago Blackhawks |
| Datum                                                                       | Gostujuća momčad                          | Gostujuća momčad                          | Domaćin                                   | Domaćin                                   | Bilješke                                  |                                           |
| --------------------------------------------------------------------------- | ----------------------------------------- | ----------------------------------------- | ----------------------------------------- | ----------------------------------------- | ----------------------------------------- | ----------------------------------------- |
| 29. ožujka                                                                  | Chicago                                   | 1                                         | 3                                         | NY Americans                              |                                           |                                           |
| 31. ožujka                                                                  | NY Americans                              | 0                                         | 1                                         | Chicago                                   | OT°                                       |                                           |
| 3. travnja                                                                  | Chicago                                   | 3                                         | 1                                         | NY Americans                              |                                           |                                           |
| Chicago pobjeđuje seriju s 2:1 i kvalificira se za finale Stanleyevog Cupa. |                                           |                                           |                                           |                                           |                                           |                                           |

### Finale Stanleyevog Cupa
| Toronto Maple Leafs vs. Chicago Blackhawks              | Toronto Maple Leafs vs. Chicago Blackhawks | Toronto Maple Leafs vs. Chicago Blackhawks | Toronto Maple Leafs vs. Chicago Blackhawks | Toronto Maple Leafs vs. Chicago Blackhawks | Toronto Maple Leafs vs. Chicago Blackhawks |
| Datum                                                   | Gostujuća momčad                           | Gostujuća momčad                           | Domaćin                                    | Domaćin                                    |                                            |
| ------------------------------------------------------- | ------------------------------------------ | ------------------------------------------ | ------------------------------------------ | ------------------------------------------ | ------------------------------------------ |
| 5. travnja                                              | Chicago                                    | 3                                          | 1                                          | Toronto                                    |                                            |
| 7. travnja                                              | Chicago                                    | 1                                          | 5                                          | Toronto                                    |                                            |
| 10. travnja                                             | Toronto                                    | 1                                          | 2                                          | Chicago                                    |                                            |
| 12. travnja                                             | Toronto                                    | 1                                          | 4                                          | Chicago                                    |                                            |
| Chicago pobjeđuje seriju s 3:1 i osvaja Stanleyjev kup. |                                            |                                            |                                            |                                            |                                            |

° OT = Produžeci

### Najbolji strijelci doigravanja
Kratice: Ut. = Utakmice, G = Golovi, A = Asistencije, B = Bodovi
| Igrač            | Momčad  | Ut. | G | A | B |
| ---------------- | ------- | --- | - | - | - |
| Gordie Drillon   | Toronto | 7   | 7 | 1 | 8 |
| Johnny Gottselig | Chicago | 10  | 5 | 3 | 8 |

## Nagrade NHL-a
| O'Brien Trophy:            | Toronto Maple Leafs                  |
| Prince of Wales Trophy:    | Boston Bruins                        |
| Calder Memorial Trophy:    | Cully Dahlstrom, Chicago Black Hawks |
| Hart Memorial Trophy:      | Eddie Shore, Boston Bruins           |
| Lady Byng Memorial Trophy: | Gordie Drillon, Toronto Maple Leafs  |
| Vezina Trophy:             | Tiny Thompson, Boston Bruins         |

### All Stars momčad
| Prva momčad                                                              | Pozicija        | Drga momčad                       |
| ------------------------------------------------------------------------ | --------------- | --------------------------------- |
| Tiny Thompson, Boston Bruins                                             | vratar          | Dave Kerr, New York Rangers       |
| Eddie Shore, Boston Bruins                                               | obrambeni igrač | Art Coulter, New York Rangers     |
| Babe Siebert, Montreal Canadiens                                         | obrambeni igrač | Earl Seibert, Chicago Black Hawks |
| Bill Cowley, Boston Bruins                                               | centar          | Syl Apps, Toronto Maple Leafs     |
| Cecil Dillon, New York Rangers Gordie Drillon, Toronto Maple Leafs (tie) | desni napadač   |                                   |
| Paul Thompson, Chicago Black Hawks                                       | lijevi napadač  | Toe Blake, Montreal Canadiens     |
| Lester Patrick, New York Rangers                                         | trener          | Art Ross, Boston Bruins           |

## Vanjske poveznice
- Hacx.de: Sve ljestvice NHL-a  Arhivirana inačica izvorne stranice od 24. siječnja 2008. (Wayback Machine)